# Хольте
Хольте (дат. Holte) — самый северный район Большого Копенгагена, расположенный в муниципалитете Рудерсдаль в Северной Зеландии (Дания).
В районе Хольте—Сёллерёд—Нерум проживает 20 021 человек (2024), из них 6373 (2011) в самом Хольте. В этом районе расположены ратуша и вокзал Хольте, где останавливаются поезда линий E и A. С другой стороны от вокзала Хольте находится гавань Хольте в Вейлесё. Хольте состоит преимущественно из богатых жилых кварталов и расположен чуть менее чем в 20 километрах к северу от центра Копенгагена.
Городок расположен в промежутке между Рудерсдалем и вершиной Гелс-Бакке. На вершине холма в Рудерсдале находится церковь Хольте, которая была освящена в 1945 году. Здание ратуши было спроектировано Арне Якобсеном в 1942 году. В 2011 году в Хольте проходил чемпионат мира по шоссейному велоспорту, который стартовал и финишировал на вершине Гелс-Бакке.

## История

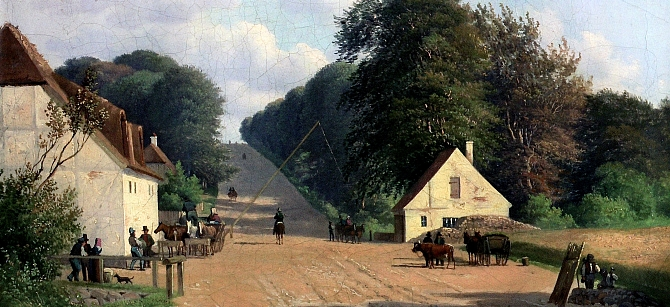
Гелс-Бакке (картина Андреаса Юэля).

До середины 1800-х годов территория, на которой развивался Хольте, была преимущественно покрыта лесом. Примерно в 1766 году через этот район проходила Королевская дорога к Хиллерёду и замку Фредериксборг. В Рудерсдале дорога разделяется на две ветви: одну в сторону Хиллерёда, а другую в сторону Хиршхольма. До середины XIX века вдоль дороги стояло лишь несколько разрозненных домов.
Хольте возник как привокзальный город после строительства Северной железной дороги в 1864 году. Станция была построена на узком участке земли между Вейлесё и Геельсковом. Городская застройка была возможна только к северу или югу от станции, на землях, принадлежащих Дроннинггорду (Нессеслоттет), и здесь развивался Ню-Хольте. Застройка началась между 1879 и 1898 годами и приняла форму двух отдельных поселений — одно к югу от озера Фуресё и к северу от Вейлесё, в Фредерикслунде, другое — к югу от Вейлесё. На рубеже веков поселения распространились по обе стороны Королевской дороги, в том числе на землях Эверёда.

### Демография
Динамика численности населения в Ню-Хольте и пристанционном городке Хольте: в 1906 году здесь проживало 1860 жителей, в 1911 году — 2675 жителей, в 1916 году — 3219 жителей, в 1921 году — 3933 жителя, в 1925 году — 5003 жителя, в 1930 году — 5478 жителей, в 1935 году — 6480 жителей, в 1940 году — 6879 жителей, в 1945 году — 7311 жителей.
В 1911 году в Хольте проживало 2466 человек, из которых 325 зарабатывали на жизнь сельским хозяйством, 708 — ремёслами и промышленностью, 407 — торговлей, 202 — собственными средствами.
| Районы         | 1906 | 1911 | 1916 | 1921 | 1925 | 1930 | 1935 | 1940 | 1945 |
| -------------- | ---- | ---- | ---- | ---- | ---- | ---- | ---- | ---- | ---- |
| Дроннинггор    | -    | 580  | 1230 | -    | -    | 2367 | 3011 | 3298 | 3656 |
| Рудегор        | -    | 164  | 219  | -    | -    | 280  | 320  | 333  | 457  |
| Эверёд         | 598  | 726  | 768  | -    | -    | 1688 | 1959 | 1974 | 1929 |
| Сёллерёд       | 413  | 459  | 688  | -    | -    | 938  | 985  | 1083 | 1058 |
| Сковридергор   | -    | 147  | 100  | -    | -    | 205  | 205  | 191  | 211  |
| Канингор       | -    | 390  | 213  | -    | -    | -    | -    | -    | -    |
| Хольте в целом | 1860 | 2675 | 3213 | 3933 | 5003 | 5478 | 6480 | 6879 | 7311 |

### Планирование городского развития
Ускоренное развитие городов повлияло и на городское планирование. Когда в 1947 году был опубликован так называемый «План пальцев (дат. Fingerplan)» — проект регионального плана для Большого Копенгагена — с предложением сосредоточить будущее городское развитие в столичном регионе вдоль железнодорожных линий, предполагалось, что Хольте может вырасти, и в перспективе сформировать целостный пригородный район вместе с Сёллерёдом и станционным городом Нерум. Фингерплан привёл к принятию в 1949 году Закона о городском регулировании, который требовал создания комитета по городскому развитию Копенгагена для планирования будущего городского развития в районе Большого Копенгагена в форме так называемого плана городского развития.
6 октября 1949 года был создан комитет по городскому развитию района Копенгаген, который 2 мая 1951 года опубликовал «Отчет о частичном плане городского развития № 2 для района городского развития Копенгагена». Поскольку в Хольте находилась станция Северной железной дороги, город считался одним из наиболее подходящих мест для городского развития с точки зрения транспортного сообщения. Под влиянием того, что район был готов к развитию в виде городской канализации, и что городское развитие не должно было вступать в конфликт с интересами охраны природы и отдыха, вся выделенная территория городского развития, прилегающая к Хольте, была отнесена к внутренней зоне, то есть могла быть развита, когда и если муниципальный совет этого захочет.
Позднее первоначальный план городского развития был обновлен «Отчётом о частичном плане городского развития № 7 для района городского развития Копенгагена» от 1966 года, который для Сёллерода, однако, только подтвердил предыдущий план и городское развитие.

## Образование
В Хольте четыре муниципальные начальные школы: школа Дроннинггорд, школа Ню—Хольте, Вангебосколен (Сёллерёд) и Сковлисколен (Эверёд).

## Инфраструктура

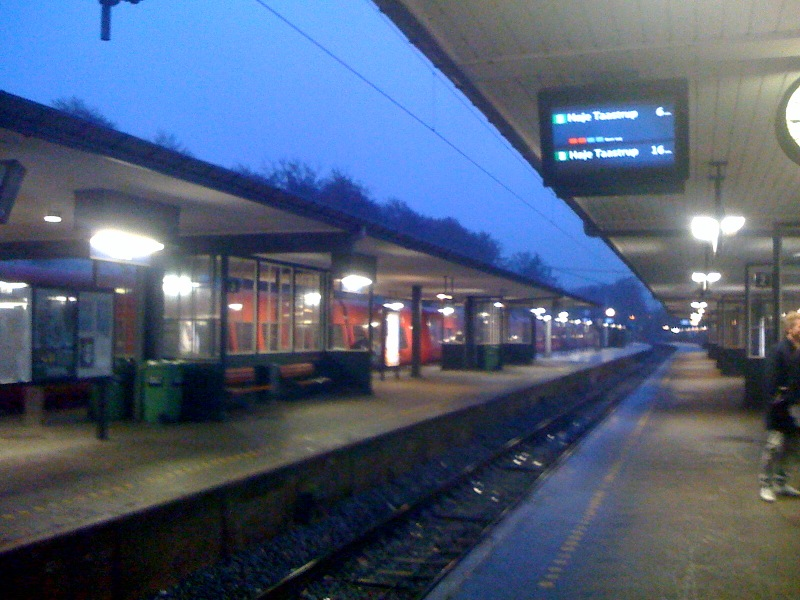
Станция Хольте.

Хольте пересекает Королевская дорога, Конгевейен, идущая из Конгенс-Люнгбю в Хиллерёд.
На участке между Солрёд-Страндом и Хиллерёдом проходит железная дорога Нордбан (линия A), а от Кёге до Хольте — линия E. Район обслуживается поездами S-tog.

## Деловая жизнь
В центре района находится торговый центр Holte Midtpunkt на улице Kongevejen. Здесь находится ряд специализированных магазинов и супермаркет.
На Stationsvej расположены дополнительные торговые точки. На Stationsvej в Хольте также находится известный блошиный рынок Søllerød Loppemarked.

## Культурная жизнь
Основанный в 1919 году, Reprise Teatret является одним из старейших кинотеатров страны.

## Открытые пространства

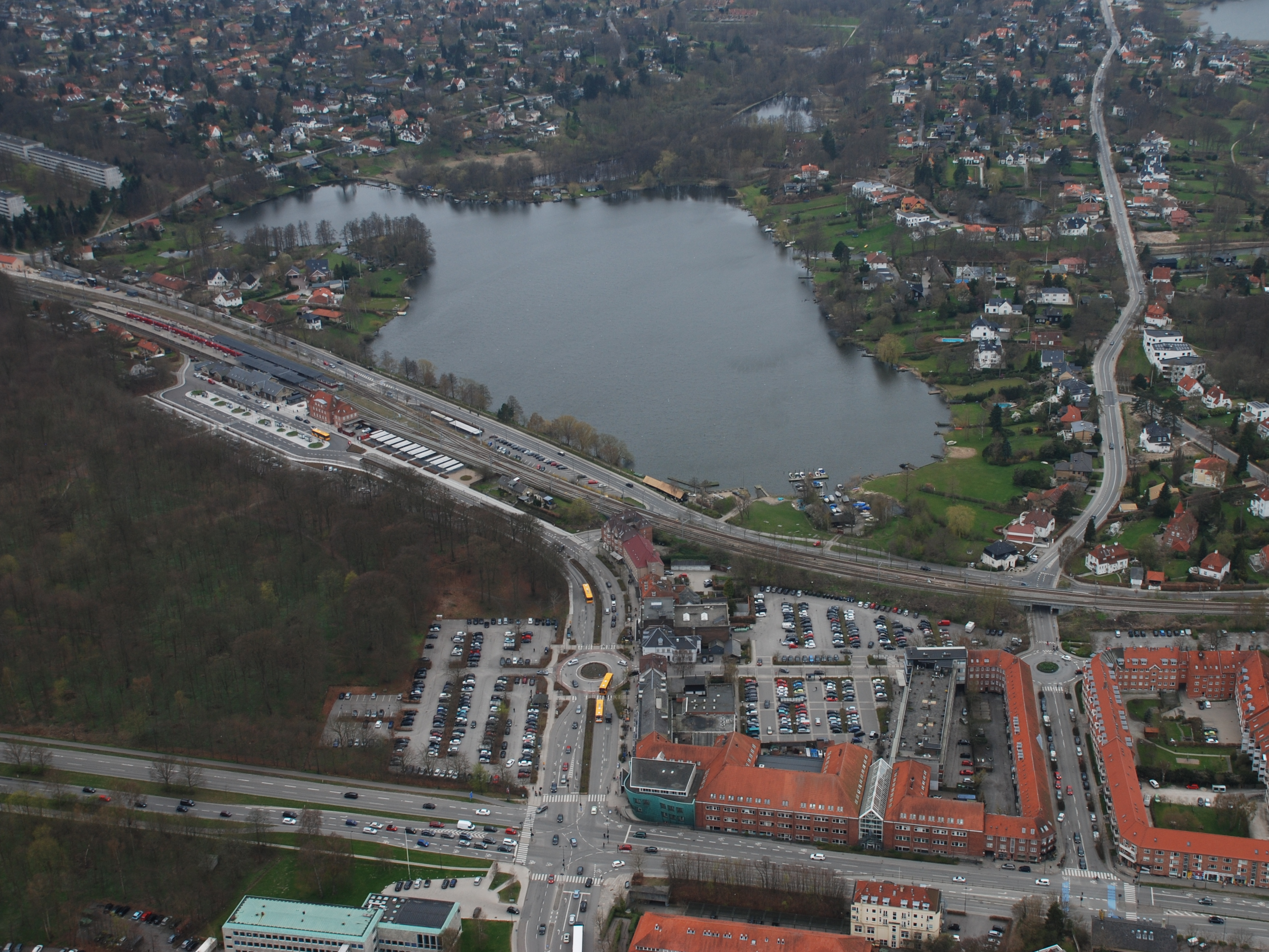
Хольте в Вейлесё. Геельсков слева

Хольте (за исключением Сёллерёда и Нерума, которые связаны с районом лишь эпизодически) окружен на севере лесом Руде, на северо-западе — Рудерсдалем и Вазерном, на западе — Сторекалвом (Фуресё), на юго-западе — Нэссетом и парком Фуресё, на юге — Вейлесё и Геельсковом, на юго-востоке — Сёллерёд Сё, на востоке — Сёллерёд Киркесков, на северо-востоке — открытыми землями и Хёйе-Сандбьергом.

### Комментарии
1. ↑  Хольте является частью столичного округа Копенгаген, то есть Большого Копенгагена.
2. ↑  Источник: различные переписи населения. Границы районов/населённых пунктов постоянно пересматривались, в том числе и задним числом. Для 1921 и 1925 годов деление не указано.